# Schloss Grunertshofen

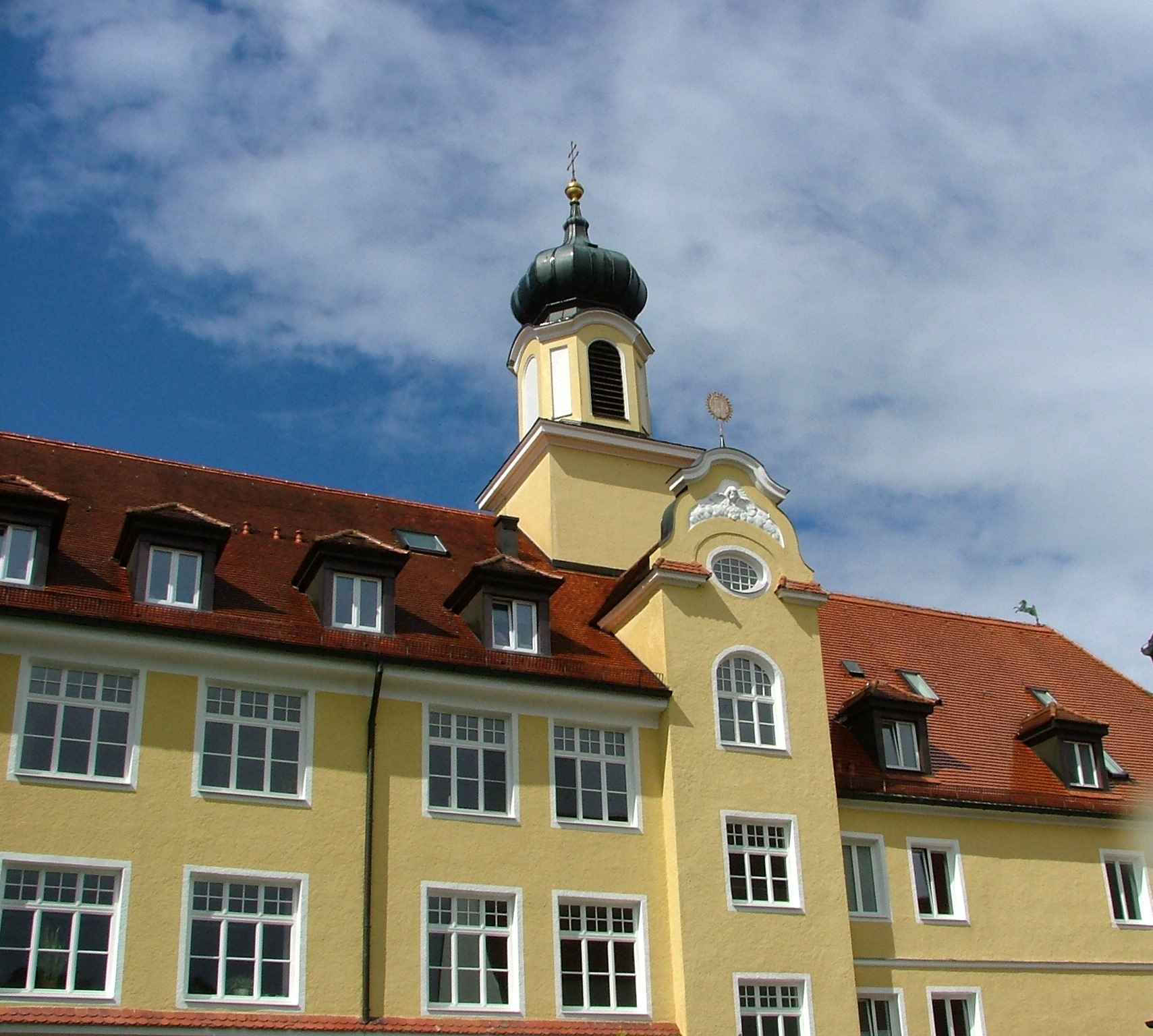
Schloss Grunertshofen

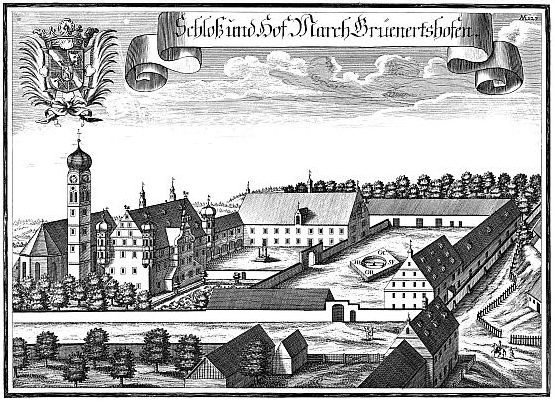
Schloss Grunertshofen nach einem Stich von Michael Wening (um 1720)

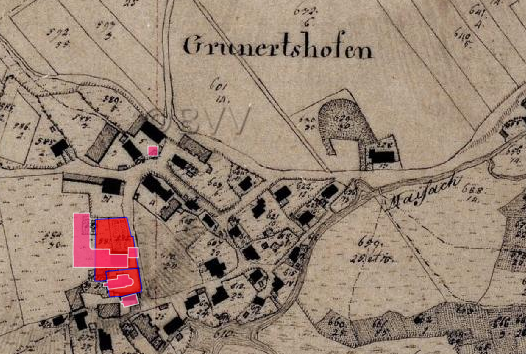
Lageplan von Schloss Grunertshofen auf dem Urkataster von Bayern

Das Schloss Grunertshofen ist ein Schloss in Grunertshofen in der Gemeinde Moorenweis im Landkreis Fürstenfeldbruck in Bayern. Es dient heute als Landschulheim. Träger der Einrichtung ist der St. Vinzentius-Zentralverein München KdöR.

## Geschichte
Grunertshofen war zu Beginn des 12. Jahrhunderts der Sitz eines edelfreien Geschlechts. Durch die Heirat der Lucia Grunhartzhoverin mit dem fränkischen Adeligen Hans von Egloffstein zu Bärenfels gelangte der Ort um 1400 an dieses Geschlecht. Nach dem Aussterben dieser Linie der Egloffsteins gelangte die Hofmark Grunertshofen an Georg und Hans von Murach zu Guteneck. Im Jahr 1563 erwarb Antonius Sytter, herzoglich bayerischer Pfleger zu Starnberg die Hofmark. Die Besitznachfolge traten Virgil Hofer von Urfarn, Bergwerksherr zu Rattenberg und Bürger in München, und ab etwa 1600 der Münchener Handelsherr und Patrizier Franz Füll an. Das heutige Hofmarksschloss wurde 1601 erbaut.
Die Familie Füll besaßen Grunertshofen in männlicher Linie bis 1825 und in weiblicher Erbfolge (Pfetten-Füll) bis 1882. Am 7. Februar 1898 kaufte Benefiziat Georg Heuberger, Kassier und Berater bei der St. Vinzentius-Vereins-Konferenz St. Peter II aus München das Schlossgut und richtete in der Folge ein Erziehungsheim ein, dass am 24. Juni 1899 eröffnet wurde. Der Bau wurde 1910/11 erweitert und ist heute ein Landschulheim mit Kinderhaus, privater (staatl. anerkannter) Grund- und Mittelschule, Sozial- u. Heilpädagogischen Tagesstätten und Wohngruppen.

## Baubeschreibung
Das Schloss steht unter Denkmalschutz (Nummer D-1-79-138-15) und wird folgendermaßen beschrieben:
- schlichter dreigeschossiger Bau mit abgewalmtem Dach, 1601 erbaut, nach Westen angeschlossene ehemalige Knabenerziehungsanstalt, jetzt Landschulheim, neubarocke Zweiflügelanlage mit Schweifgiebelzwerchhäusern und Walmdächern, einbezogene Hauskapelle mit Dachreiter, erbaut 1910/11;

- Einfriedung, neubarock, 1910/11

„Untertägige spätmittelalterliche und frühneuzeitliche Befunde im Bereich des ehem. Hofmarkschlosses Grunertshofen mit zugehörigem Ökonomiehof“ werden zudem als Bodendenkmal unter der Aktennummer D-1-7832-0306 geführt.